# Madrasostes variolosus
Madrasostes variolosus är en skalbaggsart som beskrevs av Edgar von Harold 1874. Madrasostes variolosus ingår i släktet Madrasostes och familjen Hybosoridae. Inga underarter finns listade i Catalogue of Life.